# Pajares de la Laguna
Pajares de la Laguna és un municipi de la província de Salamanca, a la comunitat autònoma de Castella i Lleó. Limita al Nord amb Aldeanueva de Figueroa, a l'Est amb La Orbada, al Sud amb Villaverde de Guareña i a l'Oest amb La Vellés.

## Demografia
| 1991 | 1996 | 2001 | 2004 |
| ---- | ---- | ---- | ---- |
| 163  | 152  | 143  | 147  |